# Csepel (obvod)
Csepel je XXI. obvod Budapešti, hlavního města Maďarska. Nachází se na jihu města, na severním konci dunajského ostrova Csepel, z nějž pokrývá asi desetinu rozlohy a čítá téměř polovinu obyvatel. Je to jediná část Budapešti, která se nepovažuje za součást ani Budína, ani Pešti (geograficky blíže má k Pešti, od níž ho odděluje jen vedlejší rameno Dunaje).

## Historie
Součástí metropole se stal v roce 1950. Csepel byl původně samostatnou obcí s překvapivě pravidelnou uliční sítí (jak dokládají mapy třetího vojenského mapování. Malá obec se nicméně začala rozvíjet poté, co západně od ní na břehu Dunaje vyrostla ocelárna a byla sem z Budapešti zavedena železnice. Původní vesnické domy ve středu obce nahradily později panelové domy a východně vyrostly nové obytné čtvrti.

## Obvod
Součástí obvodu jsou tyto čtvrtě:
- Csepel-Belváros
- Csepel-Kertváros
- Csepel-Ófalu
- Csepel-Rózsadomb
- Csepel-Szabótelep
- Csillagtelep
- Erdőalja
- Erdősor
- Gyártelep
- Háros
- Királyerdő
- Királymajor
- Szigetcsúcs

## Doprava
Kromě zmíněné železnice je sem směřována z Pešti i silnice přes Kvassayův most.

## Partnerská města
- Rijeka, Chorvatsko
- Salonta, Rumunsko
- Juankoski, Finsko
- Neuenburg am Rhein, Německo

## Galerie

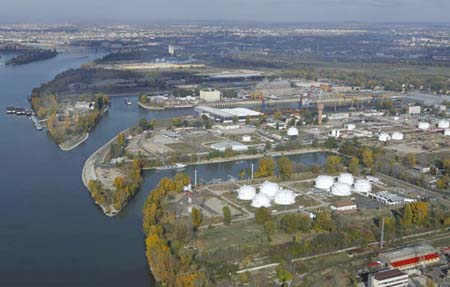
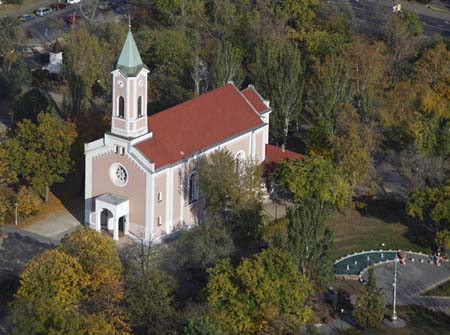
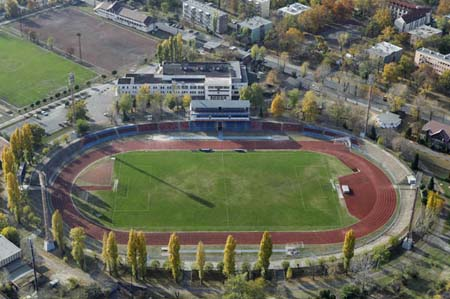
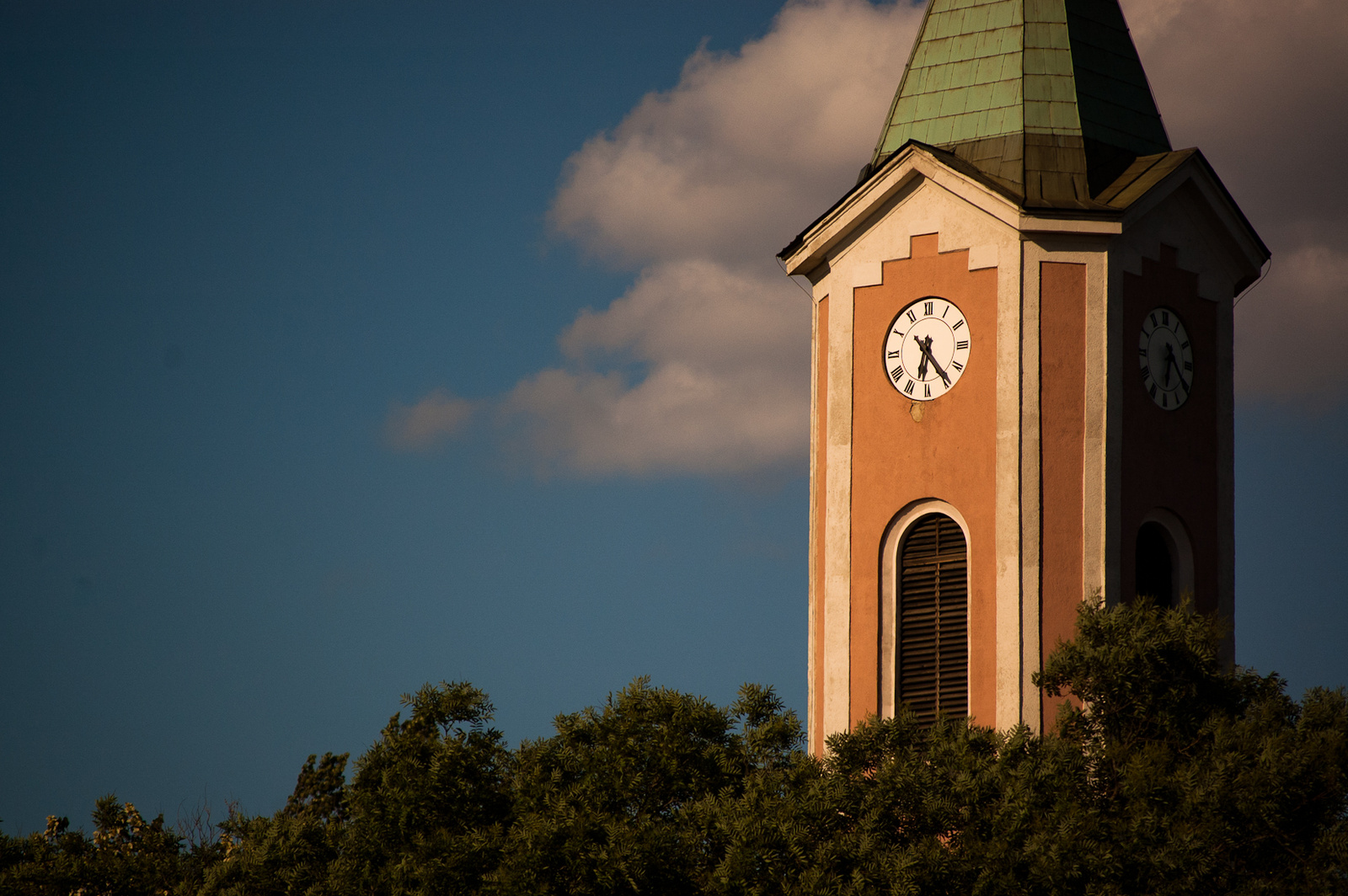
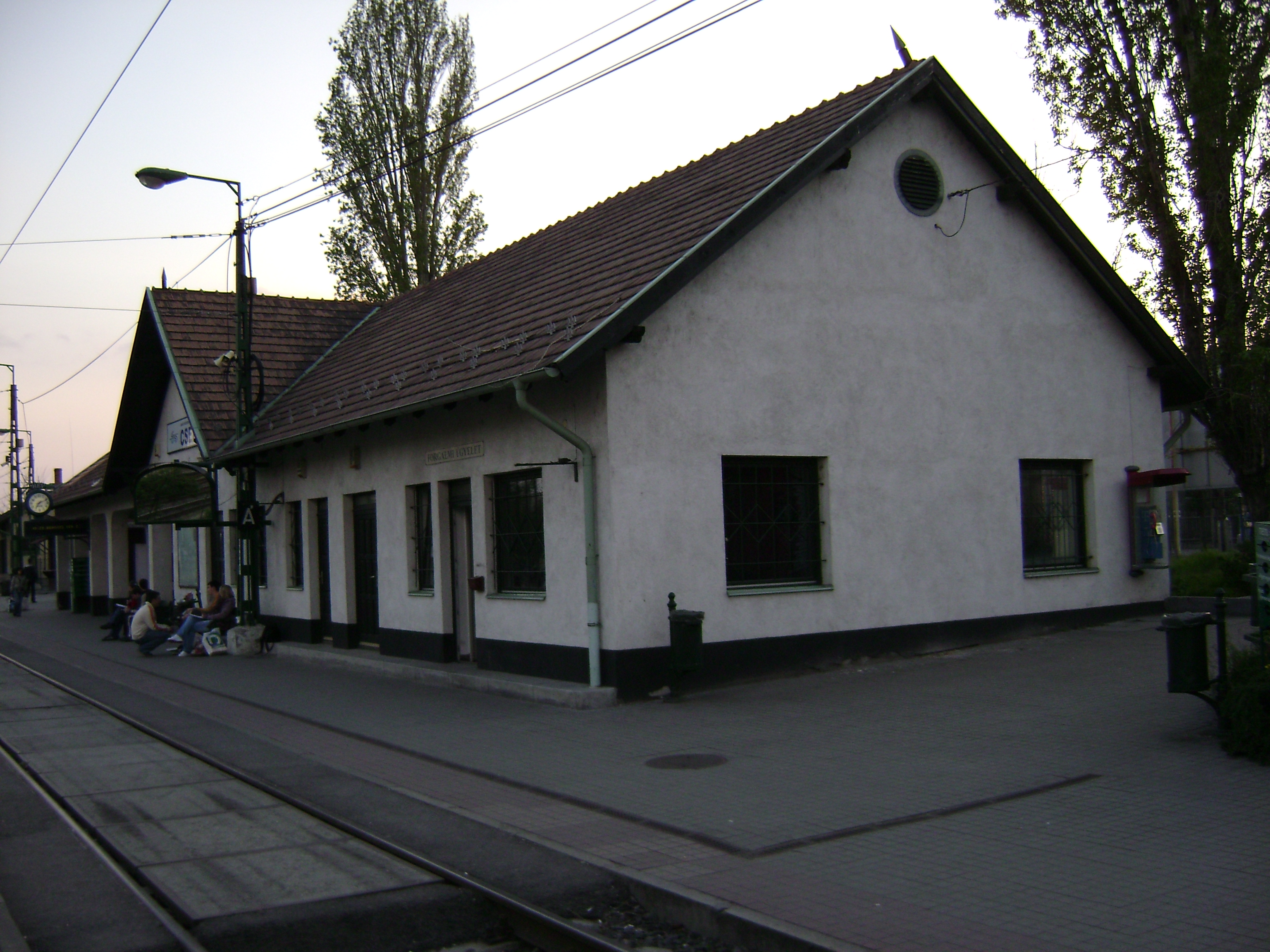
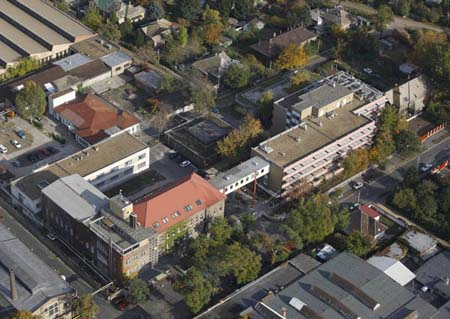